# ماساتو هاجيوارا
ماساتو هاجيوارا (باليابانية: 萩原聖人) (مواليد 21 أغسطس 1971) هو ممثل ياباني.

## أعماله

### افلام
- (2001) اركض

### مسلسلات أنمي تلفزيونية
- ون أوتس - تووا تاكوتشي
- كايجي

### أفلام أنمي
- المكان الموعود في أيامنا الخوالي - تاكويا شيراكاوا

## وصلات خارجية
- ماساتو هاجيوارا على موقع IMDb (الإنجليزية)
- ماساتو هاجيوارا على موقع ألو سيني (الفرنسية)
- ماساتو هاجيوارا على موقع ميوزك برينز (الإنجليزية)
- ماساتو هاجيوارا على موقع أول موفي (الإنجليزية)
- ماساتو هاجيوارا على موقع قاعدة بيانات الفيلم (الإنجليزية)
- ماساتو هاجيوارا على موقع كينوبويسك (الروسية)
- ماساتو هاجيوارا على موقع ANN person (الإنجليزية)